# A Question of Leadership
A Question of Leadership è un documentario di Ken Loach, del 1980.
Commissionato da ATV per la rete televisiva ITV doveva essere trasmesso per la prima volta il 5 agosto 1980 ma la Independent Broadcasting Authority ritenne che il documentario fosse eccessivamente schierato dalla parte degli scioperanti e  violasse le norme etiche non permettendo un dibattito equilibrato tra le parti. Impose pertanto a ATV di ritirare il documentario e di effettuare delle modifiche; venne quindi trasmesso in tarda notte e solo nelle regioni del Midlands il 13 agosto 1981, con  tagli che ridussero la durata del documentario per poter ospitare, alla fine della messa in onda, un dibattito televisivo su una richiesta espressa dalla Independent Broadcasting Authority. Al dibattito parteciparono Bill Sirs (segretario del ISTC), George Wright (segretario del TUC Gallese), Bernard Connolly, Alan Thornett, e James Bellini come moderatore.

## Trama
Viene documentato un incontro tra metalmeccanici, sindacati, minatori, operai del comparto automobilistico, che discutono della sconfitta degli operai siderurgici del 1980 dopo uno sciopero durato tredici settimane, il primo del settore in oltre cinquanta anni.

## Creazione
Il documentario analizza le nuove misure operate dal governo di Margaret Thatcher che, per contrastare la grave crisi economica in atto nel paese negli anni '70, effettua una serie di riforme che indeboliscono i sindacati e riducono gli aiuti governativi all'industria, soprattutto nei settori non economicamente redditizi, preferendone la chiusura.
Lo sciopero venne indetto dai sindacati siderurgici per chiedere un aumento di salario del 20%, a causa di un'inflazione nel paese del 18%, mentre i rappresentanti industriali erano disponibili ad un aumento del 2%. Alla fine i lavoratori ottengono un 11%, più la promessa di nuove assunzioni, ma le politiche del governo alla fine portarono alla dismissione del settore siderurgico, nel giro di pochi anni.
Nel documentario si discute se la strategia del governo sia stata realmente l'unica attuabile, la posizione giudicata negativa dei sindacati e il loro strano rapporto con governo, la loro ambigua posizione verso i lavoratori, che volevano trasformare lo sciopero verso una nuova realtà in alternativa al governo e il partito della Thatcher, il rapporto con i partiti di opposizione al governo, la brutale repressione degli scioperi da parte della polizia.